# Taraxacum violaceifrons
Taraxacum violaceinervosum — вид квіткових рослин з родини айстрових (Asteraceae). Ареал: Чехія, Словаччина, Польща; це багаторічна рослина помірних біомів.

## Опис
Основні діагностичні ознаки виду: рослина середнього розміру, досить струнка; листки сірувато-зелені, рівномірно розділені, частки та міждолі лише з малопомітними зубцями; бічних часток 4–6, ± трикутні, зазвичай короткі, дуже гострі, від плавно до злегка загнуті; міждолі ± плоскі, досить широкі, з вузькою смоляною облямівкою; кінцева частка гостра, іноді мукронатна; черешки вузькі, помітно рожево-фіолетові; зовнішні приквітки загнуті, часто налитого світло-бузкового кольору; сім'янки з різко горбистою, ніколи не гладкою нижньою половиною тіла.